# Нитранско княжество
Нитранско княжество е славянско княжество, разположено в западната част на съвременна Словакия и със столица Нитра.

## История
Възниква през 8 век. В началото на 9 век територията на княжеството включва почти цялата територия на Словакия, част от Карпатска Русия и част отСевероизточна Унгария. Княжеството е самостоятелно до 833 година, когато нитранският княз Прибина е свален от великоморавския княз Моймир I и то става част от Великоморавия. През 907 – 925 година, след падането на Великоморавия, княжеството става част от Унгария.